# Kis virág
Kis virág (v překladu Malá květina) je 3. studiové album maďarské zpěvačky Zsuszy Koncz. Nahrála jej spolu s rockovou skupinou Illés. Poprvé vyšlo na LP v roce 1971 na značce Pepita pod katalogovým číslem SLPX 17429. Na CD bylo vydáno na značce Hungaroton pod katalogovým číslem HCD 37602, naposledy v roce 1994. Album zaznamenalo rekordní úspěch co do prodejnosti.

## Seznam písní
1. Valahol egy lány (Lajos Illés – János Bródy) 3:32
2. Mondd, hogy szeretsz (Levente Szörényi – János Bródy) 2:52
3. Csillag Hajnalka (Szabolcs Szörényi – János Bródy) 3:31
4. Egy csöpp kis ész (Szabolcs Szörényi – János Bródy) 3:15
5. Kis virág (Levente Szörényi – János Bródy) 4:07
6. Szinga-Linga (Lajos Illés – János Bródy) 2:02
7. Valaki a nagyvilágból majd csak rám talál (János Bródy) 0:40
8. A szép álmok vége (Lajos Illés – János Bródy) 2:52
9. Kis herceg (Lajos Illés – János Bródy) 4:14
10. A napfény (Levente Szörényi – János Bródy) 2:30
11. Ringató (János Bródy – Attila József) 1:30
12. Micimackó (János Bródy – Alan Alexander Milne – Frigyes Karinthy) 4:01
13. Vigyázz, ha jön a vonat (Szabolcs Szörényi – János Bródy) 3:02
14. Mondd el, ha látod őt (Levente Szörényi – János Bródy) 2:30